# Salomėja Zaksaitė
Salomėja Zaksaitė (ur. 25 lipca 1983 w Kownie) – litewska szachistka, mistrzyni międzynarodowa od 2008 roku, prawnik i kryminolog.

## Życiorys
Od 1991 do 1998 Zaksaitė uczyła się w szkole podstawowej "Anima" Kowno i od 1998 do 2003 na Uniwersytecie Technicznym w Kownie. Od 2003 do 2008 studiowała Wydziale Prawa Uniwersytetu Wileńskiego, uzyskała tytuł magistra prawa ze specjalizacją kryminologii. W latach 2008 do 2012 Zaksaitė podjęła studia doktoranckie na Uniwersytecie Wileńskim. 27 stycznia 2012 roku obroniła doktorat w obszarze prawa karnego i prawa sportowego ("Problemy  oszustwa i jego zapobiegania w sporcie") u starszego wykładowcy dr Anny Drakšienė.
Zaksaitė pracowała w Instytucie Prawa Litewskiego; od listopada 2006 r. asystent, od 2008 starszy specjalista, od 2009 jako naukowiec (w departamencie badań pravovoy Systemy, a następnie w departamencie prawa karnego). W 2012 wykładała na Europejskim Uniwersytecie Humanistycznym. Od kwietnia 2013 do marca 2015 postdoktorant na Uniwersytecie Michała Römera. Temat badań "Oszukiwanie w sporcie: spread, zapobiegania i ocena prawna". Krzesła jest profesor dr. Alfredas Kiškis.  
Zaksayte biegle włada językiem angielskim, rosyjskim i niemieckim.

## Kariera szachowa
Trener Vaidas Sakalauskas (* 1971), IM. Trener byl Gintautas Petraitis (* 1944), ICCGM.